# Sutra, kada je započeo rat
Sutra, kada je započeo rat je film australskog režisera i pisca Johna Marsdena. Film opisuje osmero srednjoškolaca koji odlaze na kratki izlet u dolinu zvanu "Pakao", za to vrijeme u njihovom gradu odvija se rat. U filmu glumi Caitlin Stasey kao Ellie Linton, zajedno s Rachel Hurd-Wood, Lincoln Lewis i Phoebe Tonkin.

## Radnja
Osmero srednjoškolaca odlazi na kratki izlet u zabačenu dolinu zvanu "Pakao", savršeno skriveno mjesto koje možete pronaći samo ako točno znate put. Po povratku u grad, očekuje ih šok - sve je napušteno! Nešto stravično se dogodilo za vrijeme dok su bili u "Paklu". Brzo spoznaju da se njihova zemlja nalazi u ratu, i ne znaju što da rade. Da li da se vrate u "Pakao" i ostanu se skrivati ondje, gdje ih okupatori vjerojatno nikad neće pronaći? Ili da čekaju da ih spasi njihova vojska? Ili da se odvaže i pokušaju spasiti svoje obitelji? Vremena za razmišljanje je malo - moraju napraviti svoj sljedeći potez prije nego bude prekasno.

## Glumci
- Caitlin Stasey kao Ellie Linton
- Rachel Hurd-Wood kao Corrie McKenzie
- Lincoln Lewis kao Kevin Holmes
- Deniz Akdeniz kao Homer Yannos
- Phoebe Tonkin kao Fiona Maxwell
- Chris Pang kao Lee Takkan
- Ashleigh Cummings kao Robyn Mathers,
- Andy Ryan kao Chris Lang
- Colin Friels kao Dr. Clement

- Don Halbert kao G. Linton
- Olivia Pigeot kao Gđa. Linton
- Stephen Bourke kao Policajac
- Kelly Butler kao Gđa. Maxwell
- Julia Yon kao Gđa. Takkam
- Dane Carson kao G. Mathers
- Matthew Dale kao G. Coles
- Gary Quay kao Vojnik
- Michael Camilleri kao Vozač kamiona

## Vanjske poveznice
- Tomorrow, When the War Began u internetskoj bazi filmova IMDb-a
- Tomorrow, When the War Began na Rotten Tomatoes